# Vanier-Les Rivières
Circonscription électorale provinciale du Canada
Vanier-Les Rivières est une circonscription électorale provinciale située dans la région de la Capitale-Nationale.

## Histoire
La circonscription de Vanier-Les Rivières a été créée lors de la révision de la carte électorale de 2011. Elle a principalement été formée du territoire de Vanier, les différences étant que la nouvelle circonscription a acquis des portions de Taschereau, entre le boulevard Wilfrid-Hamel et la rivière Saint-Charles, et de Jean-Talon, au nord du boulevard Charest ; elle a par contre cédé certains secteurs à Chauveau et La Peltrie.

## Territoire et limites
La circonscription de Vanier-Les Rivières est formée de l'arrondissement des Rivières de la ville de Québec.

## Liste des députés
| Législature                             | Années       | Député | Député           | Parti            |
| --------------------------------------- | ------------ | ------ | ---------------- | ---------------- |
| Vanier-Les Rivières Créée depuis Vanier |              |        |                  |                  |
| 40e                                     | 2012–2014    |        | Sylvain Lévesque | Coalition avenir |
| 41e                                     | 2014–2018    |        | Patrick Huot     | Libéral          |
| 42e                                     | 2018–2022    |        | Mario Asselin    | Coalition avenir |
| 43e                                     | 2022–présent |        | Mario Asselin    | Coalition avenir |

## Résultats électoraux

### Évolution pour les principaux partis
|                                                                                              |
| - Coalition avenir - Parti libéral - Parti québécois - Québec solidaire - Parti conservateur |

### Résultats détaillés
|                                                                                               | Nom                     | Parti            | Nombre de voix | %      | Maj.   |
| --------------------------------------------------------------------------------------------- | ----------------------- | ---------------- | -------------- | ------ | ------ |
|                                                                                               | Mario Asselin (sortant) | Coalition avenir | 20 812         | 47,4 % | 12 240 |
|                                                                                               | Donald Gagnon           | Conservateur     | 8 572          | 19,5 % | -      |
|                                                                                               | William Duquette        | Parti québécois  | 5 741          | 13,1 % | -      |
|                                                                                               | Karoline Boucher        | Québec solidaire | 5 337          | 12,2 % | -      |
|                                                                                               | Karl Filion             | Libéral          | 2 760          | 6,3 %  | -      |
|                                                                                               | Mathieu Guillemette     | Indépendant      | 282            | 0,6 %  | -      |
|                                                                                               | Kadidia Mahamane Bamba  | Vert             | 266            | 0,6 %  | -      |
|                                                                                               | Jean Cloutier           | Climat Québec    | 148            | 0,3 %  | -      |
| Total                                                                                         | Total                   | Total            | 43 918         | 100 %  |        |
| Le taux de participation lors de l'élection était de 73,5 % et 506 bulletins ont été rejetés. |                         |                  |                |        |        |

|                                                                                               | Nom                    | Parti               | Nombre de voix | %      | Maj.  |
| --------------------------------------------------------------------------------------------- | ---------------------- | ------------------- | -------------- | ------ | ----- |
|                                                                                               | Mario Asselin          | Coalition avenir    | 18 267         | 45,1 % | 7 916 |
|                                                                                               | Patrick Huot (sortant) | Libéral             | 10 351         | 25,6 % | -     |
|                                                                                               | Monique Voisine        | Québec solidaire    | 4 946          | 12,2 % | -     |
|                                                                                               | William Duquette       | Parti québécois     | 4 028          | 9,9 %  | -     |
|                                                                                               | Alain Fortin           | Conservateur        | 1 454          | 3,6 %  | -     |
|                                                                                               | Samuel Raymond         | Vert                | 668            | 1,6 %  | -     |
|                                                                                               | Carl Côté              | Indépendant         | 299            | 0,7 %  | -     |
|                                                                                               | Carl-André Poliquin    | Parti nul           | 245            | 0,6 %  | -     |
|                                                                                               | David Dallaire         | Citoyens au pouvoir | 242            | 0,6 %  | -     |
| Total                                                                                         | Total                  | Total               | 40 500         | 100 %  |       |
| Le taux de participation lors de l'élection était de 71,8 % et 688 bulletins ont été rejetés. |                        |                     |                |        |       |

|                                                                                               | Nom                        | Parti            | Nombre de voix | %      | Maj.  |
| --------------------------------------------------------------------------------------------- | -------------------------- | ---------------- | -------------- | ------ | ----- |
|                                                                                               | Patrick Huot               | Libéral          | 18 398         | 43,6 % | 3 863 |
|                                                                                               | Sylvain Lévesque (sortant) | Coalition avenir | 14 535         | 34,5 % | -     |
|                                                                                               | Marc Dean                  | Parti québécois  | 6 337          | 15 %   | -     |
|                                                                                               | Monique Voisine            | Québec solidaire | 1 920          | 4,6 %  | -     |
|                                                                                               | Jean-Alex Martin           | Conservateur     | 564            | 1,3 %  | -     |
|                                                                                               | Mathieu Fillion            | Option nationale | 400            | 0,9 %  | -     |
| Total                                                                                         | Total                      | Total            | 42 154         | 100 %  |       |
| Le taux de participation lors de l'élection était de 75,7 % et 539 bulletins ont été rejetés. |                            |                  |                |        |       |

|                                                                                               | Nom                    | Parti              | Nombre de voix | %      | Maj.  |
| --------------------------------------------------------------------------------------------- | ---------------------- | ------------------ | -------------- | ------ | ----- |
|                                                                                               | Sylvain Lévesque       | Coalition avenir   | 16 333         | 37,9 % | 1 331 |
|                                                                                               | Patrick Huot (sortant) | Libéral            | 15 002         | 34,8 % | -     |
|                                                                                               | Marc Dean              | Parti québécois    | 8 038          | 18,7 % | -     |
|                                                                                               | Monique Voisine        | Québec solidaire   | 1 371          | 3,2 %  | -     |
|                                                                                               | Mathieu Fillion        | Option nationale   | 924            | 2,1 %  | -     |
|                                                                                               | Jean Cloutier          | Vert               | 569            | 1,3 %  | -     |
|                                                                                               | Daniel Brisson         | Conservateur       | 362            | 0,8 %  | -     |
|                                                                                               | Carl Côté              | Indépendant        | 322            | 0,7 %  | -     |
|                                                                                               | Jean-François Morency  | Équipe autonomiste | 146            | 0,3 %  | -     |
| Total                                                                                         | Total                  | Total              | 43 067         | 100 %  |       |
| Le taux de participation lors de l'élection était de 78,7 % et 503 bulletins ont été rejetés. |                        |                    |                |        |       |